# Virus Cer13 de Caenorhabditis elegans
Espèce
Le virus Cer13 de Caenorhabditis elegans est une espèce de virus à ARN monocaténaire, de type rétrovirus. Il infecte le ver rond et modèle animal Caenorhabditis elegans. Comme tous les rétrovirus, il appartient au groupe VI de la classification Baltimore.